# Цолликон
Цолликон (нем. Zollikon, алем. нем. Zolike) — город в Швейцарии, в кантоне Цюрих.
Входит в состав округа Майлен. Официальный код — 0161.

## Население

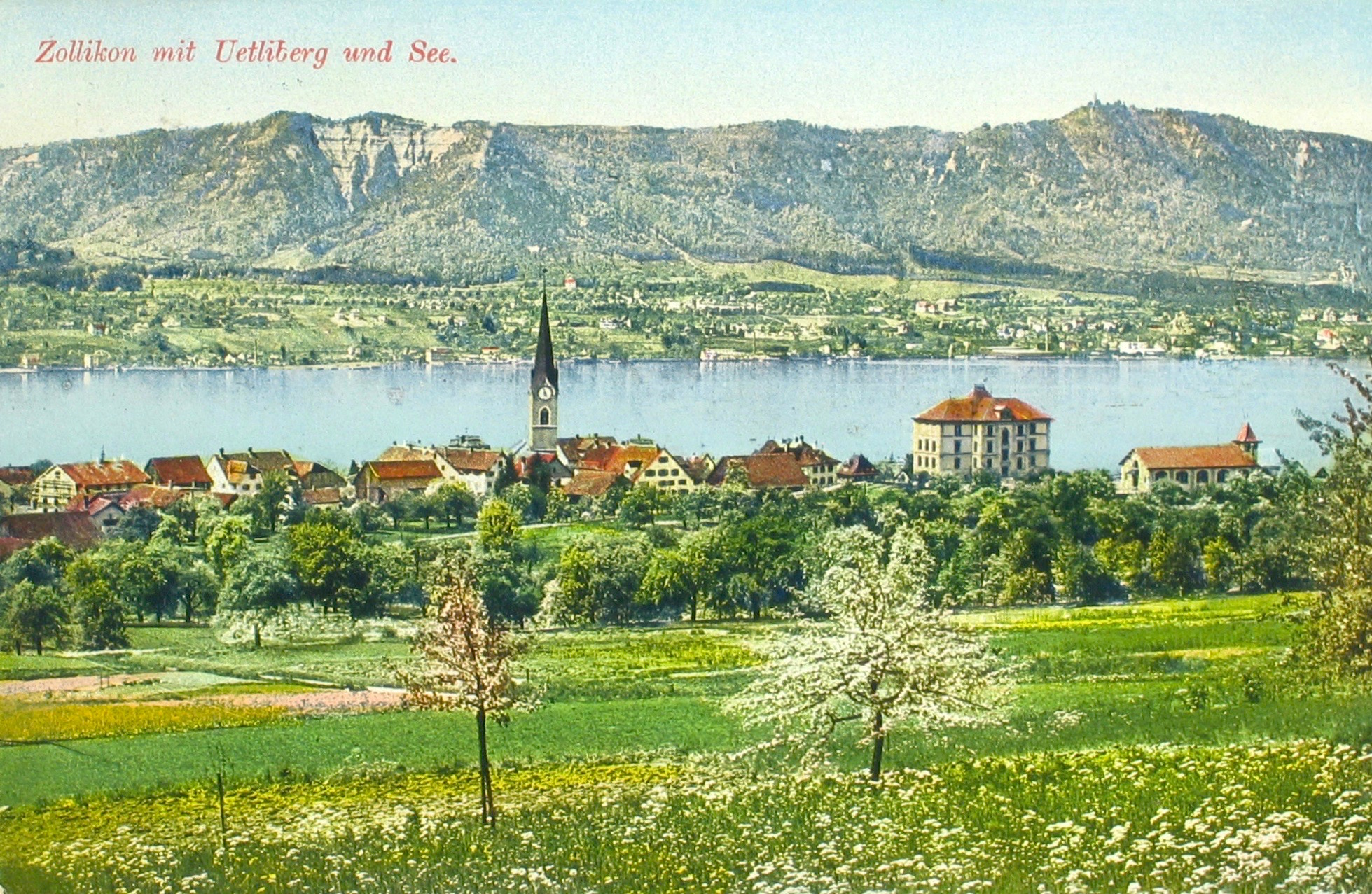
Цолликон на старинной открытке

Население составляет 11 770 человек (на 31 декабря 2005 года).

### Известные люди
В Цолликоне после эмиграции из Германии в 1938 году прожил 16 лет и умер русский философ и идеолог Белого движения Иван Александрович Ильин, а также его жена Наталия Ильина.